# 石見駅
石見駅（いわみえき）は、奈良県磯城郡三宅町石見にある、近畿日本鉄道（近鉄）橿原線の駅。駅番号はB35。

## 歴史
- 1923年（大正12年）3月21日：大阪電気軌道畝傍線（現在の橿原線）平端 - 橿原神宮前（初代）間開通時に開業[1][2]。
- 1941年（昭和16年）3月15日：参宮急行電鉄との会社合併により、関西急行鉄道の駅となる[1]。
- 1944年（昭和19年）6月1日：会社合併により近畿日本鉄道の駅となる[1]。
- 2007年（平成19年）4月1日：PiTaPa使用開始[3]。
- 2013年（平成25年）12月21日：終日無人駅化。

## 駅構造
相対式2面2線のホームを持つ地上駅。ホーム有効長は4両分。駅舎は1番のりば側にあり、反対側の2番のりばへは構内踏切で連絡している。
天理駅管理の無人駅で、PiTaPa・ICOCA対応の自動改札機および自動精算機（回数券カードおよびICカードのチャージに対応）が設置されている。

### のりば
| のりば | 路線     | 方向 | 行先                 |
| ------ | -------- | ---- | -------------------- |
| 1      | B 橿原線 | 下り | 橿原神宮前方面       |
| 2      | B 橿原線 | 上り | 大和西大寺・京都方面 |

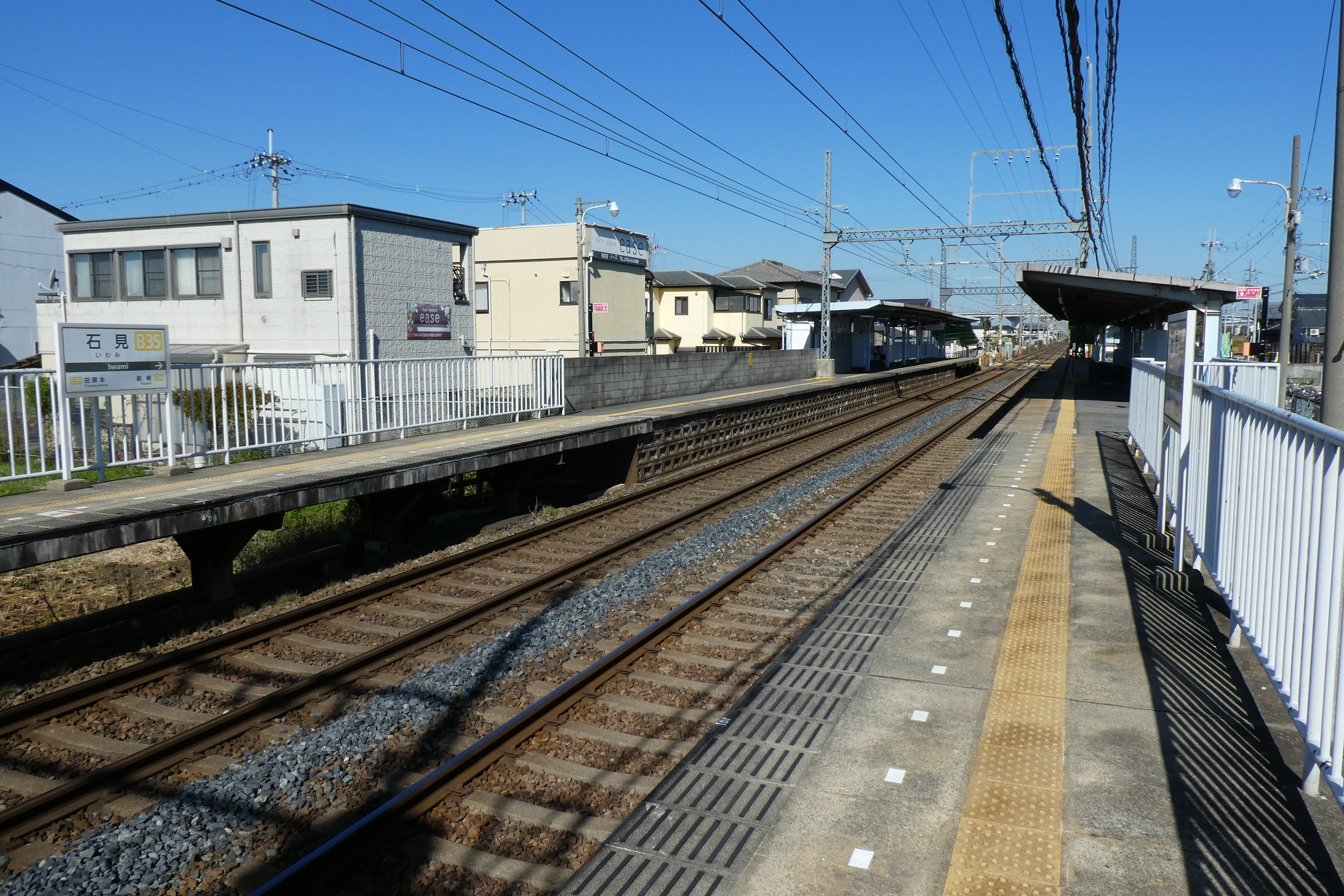
駅構内
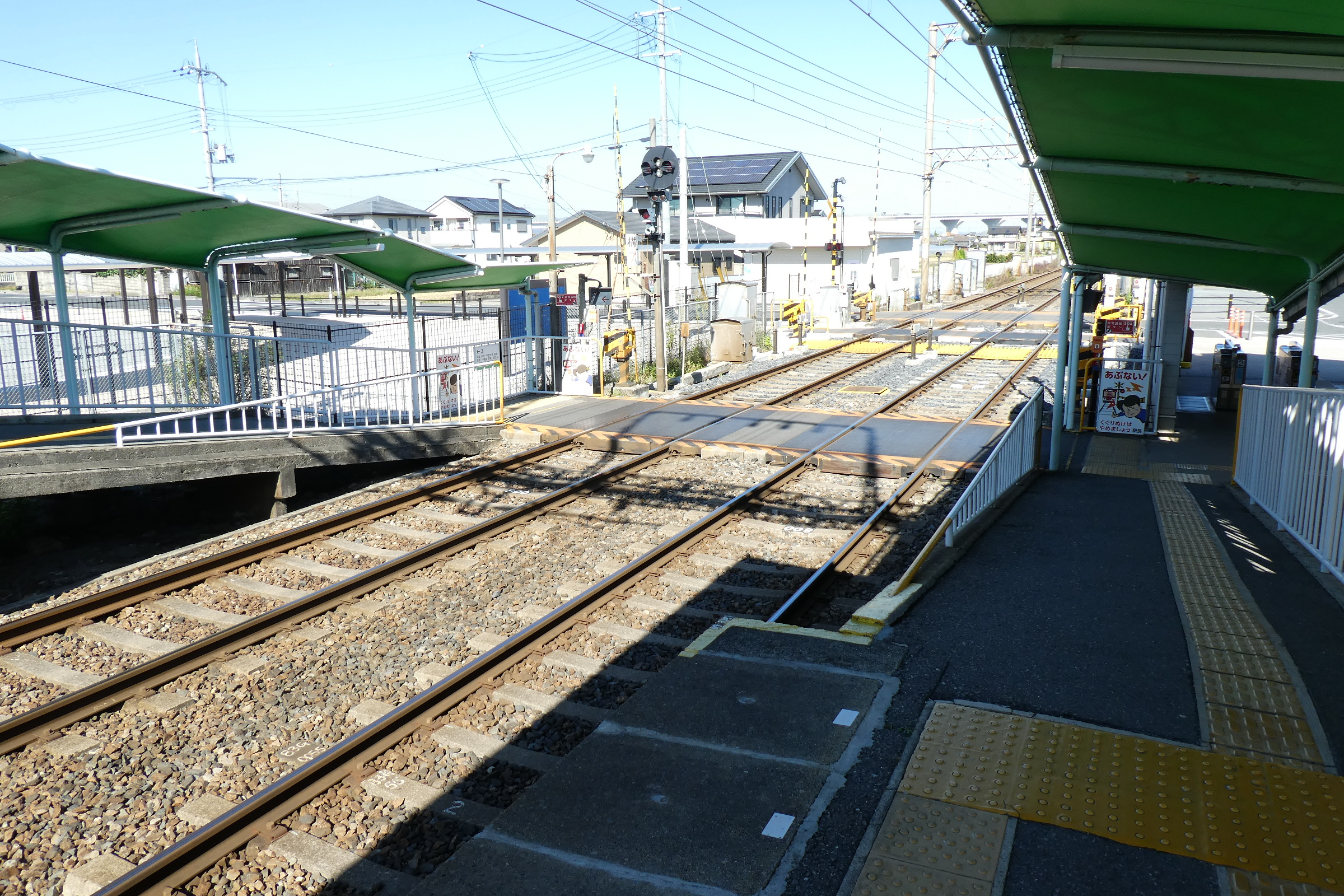
構内踏切
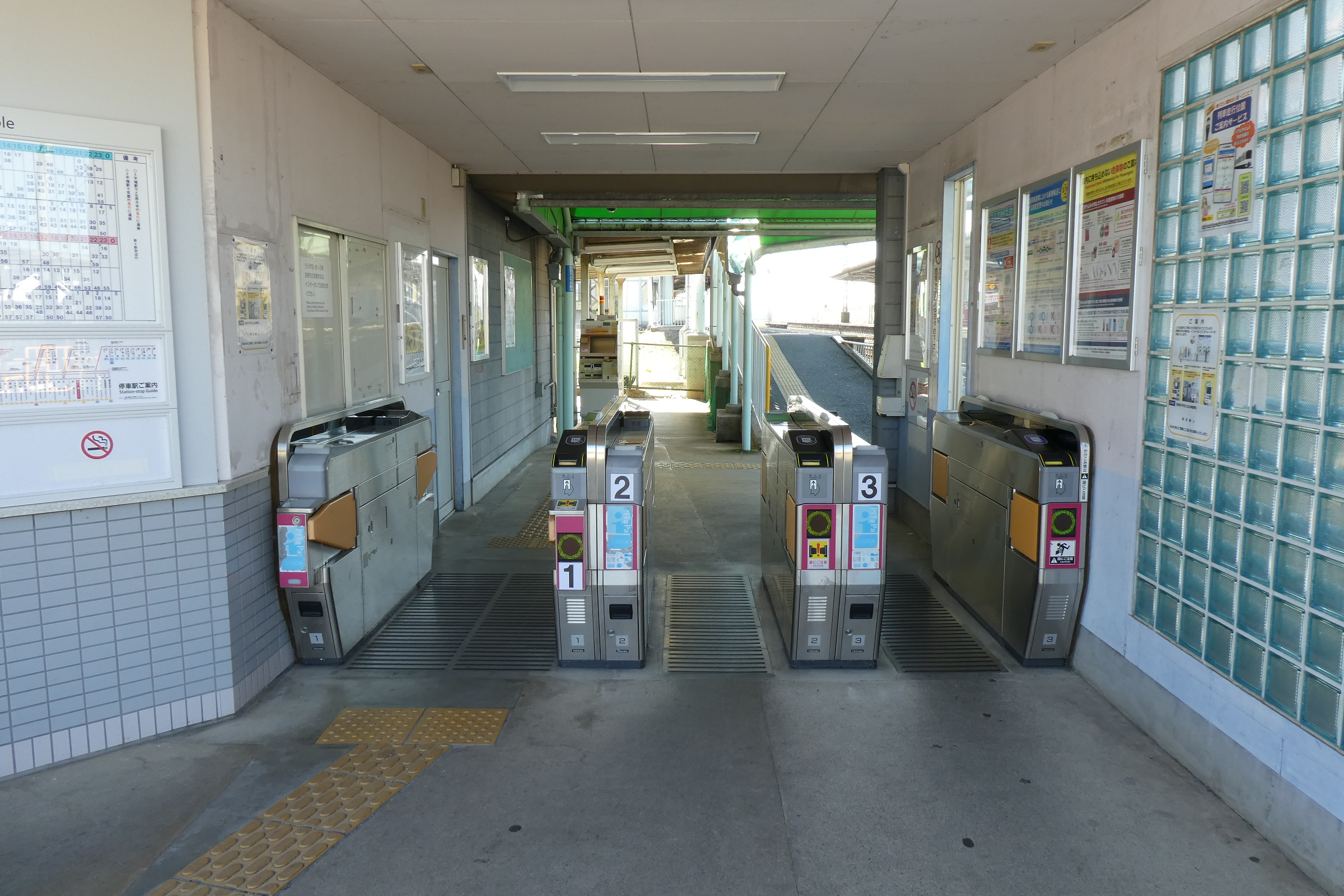
改札

## 利用状況
近年における当駅の1日乗降人員の調査結果は以下の通り。
- 2023年11月7日：1,729人
- 2022年11月8日：1,799人
- 2021年11月9日：1,834人
- 2018年11月13日：2,142人
- 2015年11月10日：2,136人
- 2012年11月13日：2,622人
- 2010年11月9日：2,384人
- 2008年11月18日：2,385人
- 2005年11月8日：2,932人

## 駅周辺
- 三宅郵便局
- JAならけん三宅支店
- 笹鉾山古墳
- 奈良県立高等技術専門校
- 奈良県技能検定場
- 京奈和自動車道
- 田原本線黒田駅

## 隣の駅
近畿日本鉄道
B 橿原線
■急行
通過
■普通
結崎駅 (B34) - 石見駅 (B35) - 田原本駅 (B36)
- 括弧内は駅番号を示す。